# Vayiqra (parasha)
Pour les articles homonymes, voir Vayiqra.
Vayiqra, Vayikra, VaYikra, Va-yikra, ou Vayyiqra (ויקרא – Hébreu pour et Il appela, le premier mot de la parasha) est la 24e parasha (section hebdomadaire) du cycle annuel juif de lecture de la Torah et la première parasha du Sefer Vayiqra (Livre du Lévitique).
Elle est constituée de Lv 1,1-5:26. Les Juifs de la Diaspora la lisent le 23e ou 24e Sabbath suivant Sim'hat Torah, généralement en mars ou au début d'avril.

## Résumé
Dieu appelle Moïse, et lui détaille les prescriptions relatives aux offrandes: la olah (offrande en holocauste), la min'ha (oblation de farine), les shelamim (offrandes de « paix » ou de « paiement »), les hataot (offrandes en vue de réparer des fautes involontaires) propres aux particuliers, aux tribunaux et aux dirigeants, les ashamot (offrandes de « culpabilité »), à apporter notamment en cas de parjure.

### Divisions de la parasha lors de la lecture complète
La lecture de la parasha à la synagogue le sabbath est traditionnellement divisée en sept sections, pour lesquelles un membre différent de la congrégation est appelé à lire. La première lecture, le rishon, échoit traditionnellement à un cohen, la seconde, appelée sheni, à un levi, les suivantes à un israël (ni cohen ni levi). La septième section comporte une sous-section, le maftir, qui est lu par la personne qui lira ensuite la haftara.
Les sections de la parashat Vayikra sont :
- rishon
- sheni
- shlishi
- revi'i
- shishi
- shevi'i
  - maftir

### Divisions de la parasha lors de la lecture abrégée
Une lecture publique de la parasha fut instaurée par Ezra le Scribe le lundi et le jeudi à la synagogue. Cette lecture, sensiblement plus courte, ne comprend que trois sections, la première réservée au cohen, la seconde au levi, la troisième à un israël.
- Section du cohen: Vayiqra[4]
- Section du levi: Vayiqra[4]
- Section de l'israël: Vayiqra[4]

### Maqam
Un maqam est un système de modes musicaux utilisé dans la musique arabe mélodique classique. Les juifs originaires des pays orientaux (Afrique du Nord, Syrie) s'en sont inspirés, et adaptent la mélodie de la liturgie du Shabbat en fonction du contenu de la parasha de cette semaine. Ils emploient 10 maqam différents, possédant chacun son usage propre.
Le maqam utilisé lors du sabbath au cours duquel on lit la parashat Vayiqra est le Maqam Rast, inaugurant le Sefer Vayiqra.

## Commandements
La Torah comporte, selon la tradition rabbinique, 613 prescriptions. Différents sages ont tenté d'en établir un relevé dans le texte biblique.
Selon deux de ces computs les plus célèbres, le Sefer Hamitzvot et le Sefer HaHinoukh, la parashat Vayiqra comporte 11 prescriptions positives et 5 prescriptions négatives:
- Réaliser la procédure de l'offrande en holocauste selon les rites prescrits Lv 1,3
- Apporter les offrandes de farine (oblations) selon les rites prescrits Lv 2,1
- Obligation de saler une offrande destinée à l'autel Lv 2,13
- Ne pas offrir sur l'autel levain ou miel Lv 2,11
- N'offrir aucun sacrifice sans sel Lv 2,13
- Le Grand Sanhédrin doit apporter une offrande expiatoire lorsqu'il s'est trompé dans une de ses décisions Lv 4,13
- Apporter un sacrifice expiatoire pour les transgressions Lv 4,27
- Quiconque sait quelque chose dans une affaire doit en témoigner devant le tribunal Lv 5,1
- Apporter une offrande de plus ou moins grande valeur (en fonction de l'état de fortune du fauteur) Lv 5,7-11
- Ne pas détacher la tête en immolant le pigeon offert comme expiatoire Lv 5,8
- Ne pas ajouter d'huile à l'offrande de farine du pauvre Lv 5,11
- Ne pas ajouter d'encens au sacrifice du pauvre Lv 5,15
- Obligation de réparer tout préjudice causé aux choses saintes, avec addition d'un cinquième en sus et en apportant un sacrificeLv 5,16
- Apporter une offrande délictive pour une faute douteuse Lv 5,17-18

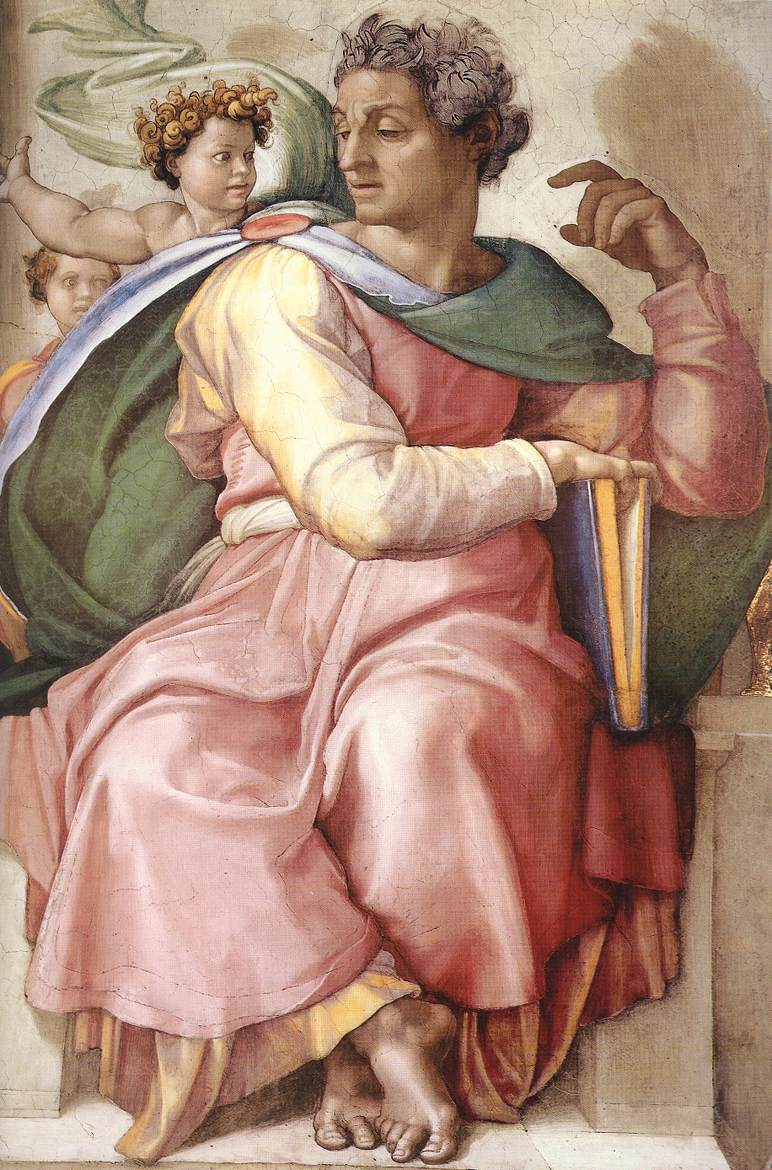
Isaïe (fresque de Michelangelo)

- Restituer l'objet volé ou le cas échéant, sa valeur Lv 5,23
- Apporter une offrande délictive pour une faute certaine Lv 5,25

## Haftara
La haftara est une portion des livres des Neviim (Les Prophètes) qui est lue publiquement à la synagogue après la lecture de la Torah. Elle présente généralement un lien thématique avec la parasha qui l'a précédée.
La haftara pour la parashat Vayiqra est Isaïe 43:21–44:23. Comme la parasha, la haftara traite des offrandes en holocauste ('olah -  43,23), des oblations de farine (min'ha -  43,23), de l'encens (levona -  43,23), et des témoignages (ed ou edei -  44,8.)

### Chabbat Rosh 'Hodesh
Lorsque la parashat Vayiqra coïncide avec la néoménie du mois hébraïque de Nissan (comme c'est le cas en 2012 et en 2015), la haftara est  66,1–24.

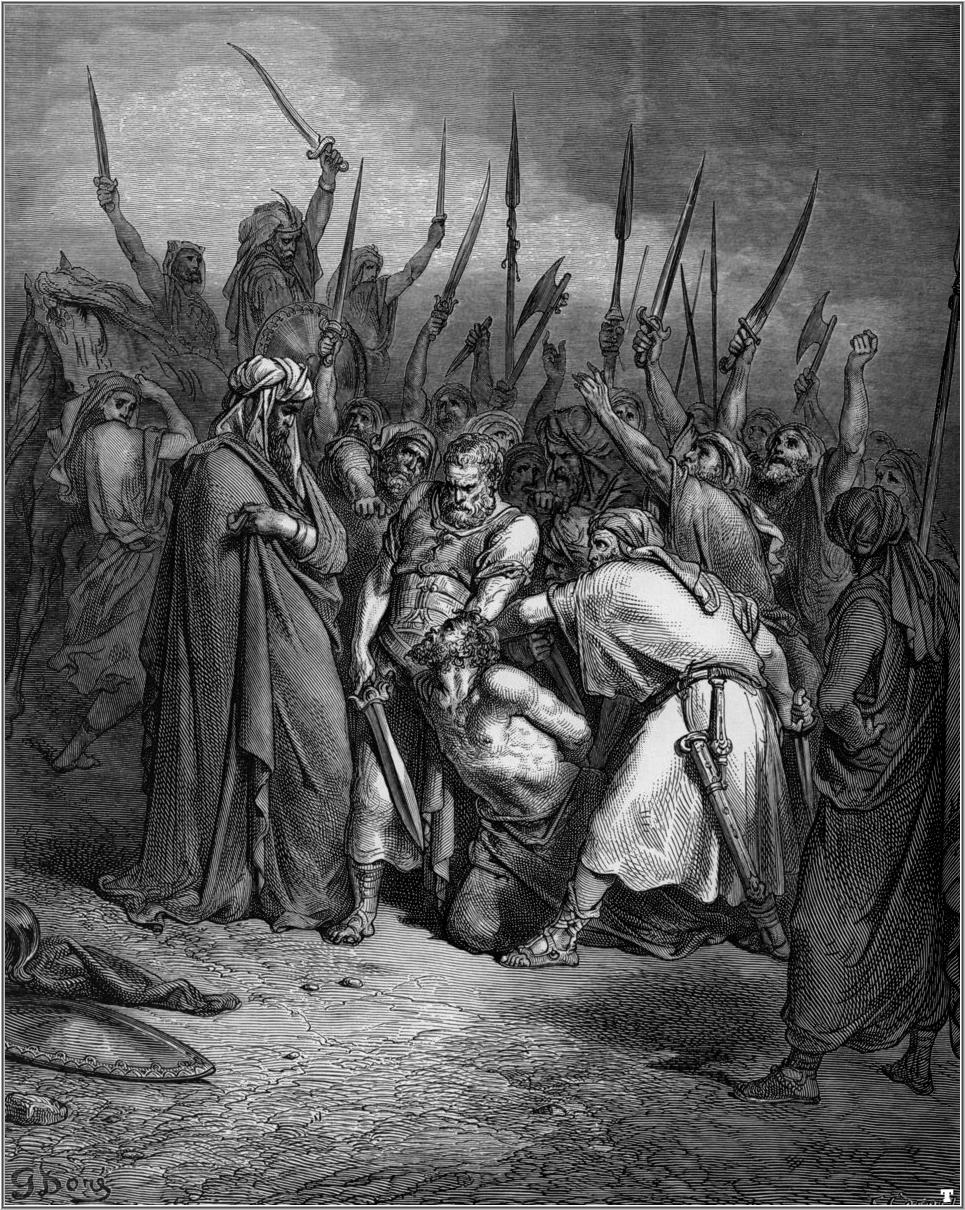
La mort d'Agag (illustration de Gustave Doré)

### Chabbat Zakhor
Lorsque la parashat Vayikra coïncide avec le Chabbat Zakhor (le Sabbath spécial qui précède immédiatement Pourim — comme c'est le cas en 2008), la haftara est :
- pour les juifs ashkénazes : 1Samuel 15:2–34;
- pour les juifs sépharades :  15,1–34.

À Chabbat Zakhor, les Juifs lisent la parashat Zakhor (Deutéronome 25:17–19) : 

« Souviens-toi (zakhor) ce que te fit Amalek pendant la route, lors de votre sortie d'Égypte,
comment il te rencontra dans le chemin, et, sans aucune crainte de Dieu, tomba sur toi par derrière, sur tous ceux qui se traînaient les derniers, pendant que tu étais las et épuisé toi-même.
Lorsque YHWH, ton Dieu, après t’avoir délivré de tous les ennemis qui t’entourent, t’accordera du repos dans le pays que YHWH, ton Dieu, te donne en héritage et en propriété, tu effaceras la mémoire d’Amalek de dessous les cieux : ne l’oublie point. »

La haftara pour Chabbat Zakhor,  15,2–34 ou 1–34, décrit la rencontre de Saül avec la tribu d'Amalek, et le sort que réservèrent Samuel et Saül au roi amalécite Agag.
La fête de Pourim commémore le miraculeux dénouement (Est 1,1–10:3.) qui suivit le projet d'extermination des Juifs par Haman fils de Hammedata l'Agaggite (Est 3,1.
Ledit Haman descendrait, selon un midrash, d'un enfant né du roi Agag entre sa capture par Saül et son exécution par Samuel.